# 横たわる彼女
『横たわる彼女』（よこたわるかのじょ）は、2014年12月6日に公開された日本映画。主演は小松彩夏。

## ストーリー
両親が蒸発し、残された一軒家で暮らす姉・松浦桃子と妹・松浦みどり。
二人は互いに思いやり支えあって生きてきた。
ところがある日、みどりが亡くなってしまう。悲しみに暮れる、桃子とみどりの恋人だった藤井かずみ。
しかし二人には亡くなったはずのみどりの姿が見えるのであった。

## キャスト
- 松浦桃子 - 小松彩夏
- 藤井かずみ - 木村了
- 松浦みどり - 相楽樹
- 水嶋カナ - 瀧内公美
- 佐藤睦
- 鮎川桃果
- 中島愛里
- 松木研也

## スタッフ
- 監督 - 戸田彬弘
- 脚本 - 戸田彬弘、寺戸優人
- 撮影 - 根岸憲一
- 録音 - 吉方淳二
- 美術 - 石倉千子
- 衣裳 - 水野遼平
- ヘアメイク - 小島真利子
- 助監督 - 石井千晴
- プロデューサー - 阿部裕樹、神谷亘
- 音楽監督 - 戎谷翔
- 製作 - UTY、スパイスビジュアル
- 制作 - チーズfilm
- 宣伝・配給：monogatari